# Hypania invalida
Hypania invalida este un vierme inelat din clasa polichetelor, de culoare portocalie-roșiatică. Corpul viermelui este cilindric, format din cap, trunchi și pigidium. Majoritatea celor 16 segemente toracice, cu excepția primelor două, poartă câte 20-24 de cheți în fiecare evantai. Abdomenul este alcătuit din 20-23 segmente înzestrate cu câte o pereche de parapode.

## Ecologie
Este una din puținele specii de polichete care populează apele dulcicole (habitat specific doar pentru 2% din numărul total de specii de polichete), poate tolera și apele salmastre. Este activ la temperaturi cuprinse între 2-25 °C. Se întâlnește până la adâncimi de 400 m. Preferă facies mâlos, sau nisipos, dar poate fi găsită și printre comunități de scoici sau bazine cu fund pietros. 
Construiește tuburi din particule de mâl, argilă, nisip, în care își petrece cea mai mare parte a timpului. Specie activ filtrătoare, se hrănește cu detritus, bacterii, alge, protozoare.

## Răspândire
Este răspândit în Marea Neagră, Marea Azov, Marea Caspică și în unele fluvii din Europa. Hypania invalida aparține unui grup de specii ponto-caspice invazive care au pătruns în regiuni noi din continentul european în 3 direcții principale: nord (prin fl. Volga), centru (fl. Nipru, Vistula) și sud (fl. Dunărea). Astfel, a fost semnalat pentru prima dată în sudul Mării Baltice și bazinul hidrografic al râului Rin. În Republica Moldova a fost depistat în Nistru, lacul Cuciurgan și lacul Cahul.. În sectorul românesc al Dunării, densitatea populației viermelui Hypania invalida  este de peste 100 indivizi/m2.